# Evertton Araújo
Evertton Gustavo Fernandes Araújo, mais conhecido como Evertton Araújo (Volta Redonda, 28 de fevereiro de 2003) é um futebolista brasileiro que atua como volante. Atualmente, joga pelo Flamengo.

## Carreira

### Categoria de base
Revelação do Volta Redonda, Evertton também passou pelas categorias de base do Cruzeiro e do Botafogo antes de retornar ao Volta Redonda. Jogou pelo clube a Copa São Paulo de Futebol Júnior de 2022.

### Flamengo
Evertton chegou ao Flamengo inicialmente por empréstimo. O empréstimo foi estendido em maio de 2022 até dezembro de 2023, com opção de compra. Ele fez sua estreia pelo time profissional no Campeonato Carioca de 2023 em uma vitória por 1 a 0 contra o Audax-RJ em 13 de janeiro de 2023. Em dezembro de 2023, ele foi contratado em definitivo pelo Flamengo.
Em 2024, o Evertton participou de três partidas do Campeonato Carioca de 2024. O clube rejeitou uma proposta do América Mineiro pelo jogador em março de 2024. Ele fez sua estreia pela Copa Libertadores da América em 2 de abril de 2024, fora de casa, saindo do banco contra o time colombiano Millonarios, em um empate por 1 a 1.

## Títulos
Flamengo
- Campeonato Carioca: 2024, 2025[4]
- Copa do Brasil: 2024
- Supercopa Rei: 2025